# اوربیتال ریف
اوربیتال ریف یک ایستگاه فضایی با مدار پایین زمین (LEO) است که توسط بلو ارجین و سیرا نوادا کورپوریشن برای فعالیت‌های فضایی تجاری و استفاده‌های گردشگری فضایی طراحی شده‌است. از بلو ارجین به عنوان «پارک تجاری با کاربری مختلط» نیز یاد شده‌است. این شرکت‌ها برنامه‌های اولیه خود را در ۲۵ اکتبر ۲۰۲۱ منتشر کردند. این ایستگاه برای پشتیبانی از ۱۰ نفر در ۸۳۰ متر مکعب از حجم طراحی شده‌است. انتظار می‌رود این ایستگاه تا سال ۲۰۲۷ به بهره‌برداری برسد.

## شرکاء
بلو ارجین و سیرا اسپیس با چندین شرکت و مؤسسه برای تحقق این پروژه شریک شده‌اند:
- بلو ارجین: شریکی که سیستم‌های هسته‌ای ابزار وسیله نقلیه، ماژول‌های با قطر بزرگ و سیستم پرتاب نیو گلن قابل استفاده مجدد را فراهم می‌کند.
  - آمازون: لجستیک و مدیریت زنجیره تأمین
  - خدمات وب آمازون: AWS انواع خدمات و ابزارهای ابری یکپارچه را برای پشتیبانی از الزامات فنی کوتاه مدت و بلندمدت از جمله توسعه و طراحی ایستگاه فضایی، عملیات پرواز، مدیریت داده، معماری سازمانی، شبکه یکپارچه، تدارکات و ارتباطات ارائه خواهد کرد. توانایی‌ها.[۶]
- سیرا اسپیس: شریک، ارائه ماژول‌های محیط انعطاف‌پذیر یکپارچه بزرگ (LIFE)، ماژول‌های گره، و هواپیمای فضایی دریم چیسر فرود باند برای حمل و نقل خدمه و محموله.
  - صنایع سنگین میتسوبیشی.[۷]
- بوئینگ: ارائه ماژول‌های علمی، عملیات و نگهداری ایستگاه فضایی، و فضاپیمای خدمه استارلاینر
- Redwire Space: ارائه عملیات محموله و ساختارهای قابل استقرار، و پشتیبانی از تحقیق، توسعه و ساخت ریزگرانش.
- راه حل‌های مهندسی پیدایش: ارائه فضاپیمای تک نفره برای عملیات معمول خارجی و گشت و گذارهای توریستی.[۸]
- دانشگاه ایالتی آریزونا: ارائه خدمات مشاوره تحقیقاتی و اطلاع‌رسانی عمومی از طریق کنسرسیوم جهانی متشکل از چهارده دانشگاه پیشرو.